# Lee Morgan
Lee Morgan (Philadelphia, 10 juli 1938 - New York, 19 februari 1972) was een Amerikaanse hard bop-jazztrompettist. 

## De eerste jaren
Lee Morgan was een van de iconen van de hard bop jazz. Zijn carrière als trompettist duurde van midden jaren 50 tot begin 1970. Na als kind te zijn begonnen op de vibrafoon, maakte Morgan op 14-jarige leeftijd de overstap naar de trompet. Zijn grootste invloed was Clifford Brown van wie hij een aantal muzieklessen kreeg vlak voor deze verongelukte bij een auto-ongeval. Op 18-jarige leeftijd trad Morgan toe tot de Dizzy Gillespie big band. In 1956 maakte hij zijn eerste album voor het platenlabel Blue Note als leider van zijn eigen band. De faam van Morgan groeide en hij werd al snel gezien als een van de grote talenten in de jazz.

## Jazz Messengers
In 1957 was Morgan de trompettist op de jazz-klassieker ‘Blue Train’ van John Coltrane, waarna hij in 1958 toetrad tot de legendarische formatie van Art Blakey, de Jazz Messengers. Met bandleden als Benny Golson, Hank Mobley en Wayne Shorter kreeg hij de ruimte om zich verder te ontwikkelen als solist en componist. De Jazz Messengers behaalden grote successen, onder meer met het album Moanin. Het groeiende succes bracht Morgan veel roem, maar ook een drugsprobleem. Dit leidde uiteindelijk in 1961 tot zijn ontslag bij de Jazz Messengers, waarna hij een tweetal jaren nauwelijks in de studio of op tournee te vinden was. 

## Het grote succes
In 1963 keerde Morgan terug en nam het album ‘The Sidewinder’ voor Blue Note op. Het werd een groot commercieel succes en Morgan was terug aan het front. Blue Note zag het album als maatstaf voor de nieuwe jazz en de komende periode probeerden velen de muziekstijl van dit album te kopiëren. De daaropvolgende jaren bracht hij verscheidene albums uit, waaronder het eveneens succesvolle The Rumproller, en keerde hij kort terug naar de Jazz Messengers nadat zijn opvolger, Freddie Hubbard, deze band had verlaten.

## Tragisch einde
Mede onder invloed van zijn teruggekeerde drugsverslaving werd de muziek van Morgan naarmate de jaren 60 vorderden steeds vrijzinniger en experimenteler, met wisselend succes. Op 19 februari 1972 kreeg Morgan ruzie met zijn vrouw, Helen Morgan. Bij haar aankomst na de eerste muzikale set in the SlugClub zag zij hem met een andere vrouw en schoot ze hem na een ruzie neer vanwege zijn buitenechtelijke relatie. Morgan werd 33 jaar en nam 25 albums voor Blue Note op.

## Discografie
| Album                   |  | Jaar |  | Label     |
| ----------------------- |  | ---- |  | --------- |
| Lee Morgan Indeed!      |  | 1956 |  | Blue Note |
| Introducing Lee Morgan  |  | 1956 |  | Savoy     |
| Lee Morgan Volume 2     |  | 1957 |  | Blue Note |
| Lee Morgan Volume 3     |  | 1957 |  | Blue Note |
| City Lights             |  | 1957 |  | Blue Note |
| The Cooker              |  | 1957 |  | Blue Note |
| Candy                   |  | 1957 |  | Blue Note |
| Peckin' Time            |  | 1959 |  | Blue Note |
| Here's Lee Morgan       |  | 1960 |  | Vee-Jay   |
| Lee-Way                 |  | 1960 |  | Blue Note |
| Expoobident             |  | 1960 |  | Vee-Jay   |
| Take Twelve             |  | 1962 |  | Jazzland  |
| The Sidewinder          |  | 1963 |  | Blue Note |
| Search for the New Land |  | 1964 |  | Blue Note |
| Tom Cat                 |  | 1964 |  | Blue Note |
| The Rumproller          |  | 1965 |  | Blue Note |
| The Gigolo              |  | 1965 |  | Blue Note |
| Cornbread               |  | 1965 |  | Blue Note |
| Infinity                |  | 1965 |  | Blue Note |
| Delightfulee            |  | 1966 |  | Blue Note |
| Charisma                |  | 1966 |  | Blue Note |
| The Rajah               |  | 1966 |  | Blue Note |
| Standards               |  | 1967 |  | Blue Note |
| Sonic Boom              |  | 1967 |  | Blue Note |
| The Procrastinator      |  | 1967 |  | Blue Note |
| The Sixth Sense         |  | 1967 |  | Blue Note |
| Taru                    |  | 1968 |  | Blue Note |
| Caramba!                |  | 1968 |  | Blue Note |
| Live at the Lighthouse  |  | 1970 |  | Blue Note |
| The Last Session        |  | 1971 |  | Blue Note |

→
- Bibsys: 35234
- Biblioteca Nacional de España: XX890996
- Bibliothèque nationale de France: cb13897709j (data)
- CiNii: DA10042776
- Gemeinsame Normdatei: 132982854
- International Standard Name Identifier: 0000 0001 2148 4217
- Library of Congress Control Number: n81058254
- Nationale Bibliotheek van Letland: 000068282
- MusicBrainz: a1235272-3650-4ed7-9317-5a55a08701ec
- Nationale Bibliotheek van Tsjechië: ola2002159266
- Nationale bibliotheek van Australië: 65351207
- Nationale Bibliotheek van Israël: 987007431960005171
- Nederlandse Thesaurus van Auteursnamen: 071983031
- Réseau des bibliothèques de Suisse occidentale: 02-A003609530
- Istituto Centrale per il Catalogo Unico: UBOV515646
- SNAC: w6m92b80
- Système universitaire de documentation: 080517242
- Virtual International Authority File: 115064720
- WorldCat: E39PBJf4bCgVvPwfC7HW8Ty68C